# جيمي وايت (لاعب كرة قدم)
جيمي وايت (بالإنجليزية: Jamie White)‏ (17 نوفمبر 1989 في المملكة المتحدة - ) هو لاعب كرة قدم بريطاني في مركز الهجوم. لعب مع شروزبري تاون ونادي بريستول روفيرز ونادي ساوثهامبتون ونادي فارنبوروه وSalisbury F.C. ‏ ونادي سالزبري سيتي وEastleigh F.C. ‏ وساتون يونايتد وWinchester City F.C. ‏ وGosport Borough F.C. ‏ ونادي بول تاون وTotton & Eling F.C. ‏ وWhitsunday Miners FC ‏.

## وصلات خارجية
- جيمي وايت على موقع قاعدة بيانات كرة القدم.إي يو (الإنجليزية)
- جيمي وايت على موقع Soccerbase.com (لاعب) (الإنجليزية)
- جيمي وايت على موقع Soccerway.com (الإنجليزية)